# Iglatjärnen (Seglora socken, Västergötland)
Iglatjärnen är en sjö i Borås kommun i Västergötland och ingår i Viskans huvudavrinningsområde.